# Astrocitoma
Famiglie di tumori secondo la classificazione WHO del 2007.
- Tumori del tessuto neuroepiteliale
  - Tumori astrocitari
  - Tumori oligodendrogliali
  - Tumori oligo-astrocitari
  - Tumori ependimali
  - Tumori dei plessi corioidei
  - Altri tumori neuroepiteliali
  - Tumori neuronali e misti neuronali-gliali
  - Tumori della regione pineale
  - Tumori embrionali
- Tumori dei nervi cranici e spinali
- Tumori delle meningi
  - Tumori meningoendoteliali
  - Tumori mesenchimali
  - Lesioni melanocitiche primarie
  - Altre neoplasie riferite alle meningi
- Tumori ematopoietici
- Tumori ad origine dalle cellule germinali
- Tumori della regione sellare
- Tumori metastatici

Elementi della famiglia, secondo la classificazione WHO del 2007.
- Astrocitoma pilocitico
  - Astrocitoma pilomixoide
- Astrocitoma subependimale a cellule giganti
- Xantoastrocitoma pleomorfo
- Astrocitoma diffuso
- Astrocitoma anaplastico
- Glioblastoma
  - Glioblastoma a cellule giganti
  - Gliosarcoma
- Gliomatosis cerebri

Un astrocitoma (o tumore astrocitario) è un generico elemento di una famiglia di neoplasie del sistema nervoso centrale in cui il tipo di cellula predominante deriva da un astrocita "immortalizzato".

## Astrocitomi circoscritti e astrocitomi diffusi
In letteratura gli astrocitomi si suddividono, in base alla capacità infiltrativa (del tessuto circostante), in due categorie principali: astrocitomi circoscritti e astrocitomi diffusi.

Esempi del primo gruppo sono le seguenti varianti astrocitarie, abbastanza non comuni:
- astrocitoma pilocitico;
- xantoastrocitoma pleomorfo;
- astrocitoma subependimale a cellule giganti.

Sfortunatamente, la maggior parte degli astrocitomi presenta caratteristiche di alta diffusione della materia bianca, cosa che rende praticamente impossibile un loro estirpamento per il tramite dell'operazione chirurgica. Del secondo gruppo fanno parte le neoplasie:
- astrocitoma diffuso;
- astrocitoma anaplastico;
- glioblastoma.

## Gradazione degli astrocitomi
Per la gradazione (di malignità) degli astrocitomi, nel tempo sono stati proposti in letteratura diversi sistemi (si veda al proposito la voce Gradazione dei tumori del sistema nervoso centrale).
Dal 1993 il sistema di gradazione a 4 livelli proposto dalla World Health Organization (WHO), è risultato il più largamente accettato e diffuso. Si basa su quattro caratteristiche istologiche: aumentata cellularità, presenza di mitosi, proliferazione endoteliale, necrosi.

Secondo il sistema di classificazione WHO (vedi la voce Classificazione dei tumori del sistema nervoso centrale), gli astrocitomi di grado I, quale l'astrocitoma pilocitico, sono tipicamente a istologia benigna; gli astrocitomi di grado II (detti diffusi) presentano la sola caratteristica istologica di aumentata cellularità, e sono tumori a basso grado di infiltrazione; gli astrocitomi di grado III (anaplastici) mostrano (in più) significativa presenza di mitosi; negli astrocitomi di grado IV (glioblastoma) si evidenziano pure proliferazione endoteliale e/o necrosi.

## Rimandi a voce propria

### Inquadramento generale dei tumori del sistema nervoso centrale
Alla voce Neurooncologia è una introduzione generale ai tumori del sistema nervoso centrale (SNC). Viene operata una prima suddivisione in tumori che originano in SNC (tumori primari) e tumori che originano in altro organo del corpo (tumori secondari o metastatici). Tramite due tabelle si può osservare la distribuzione dei tumori del SNC per sottotipo istologico e notare che gli astrocitomi sono le neoplasie più diffuse del SNC.

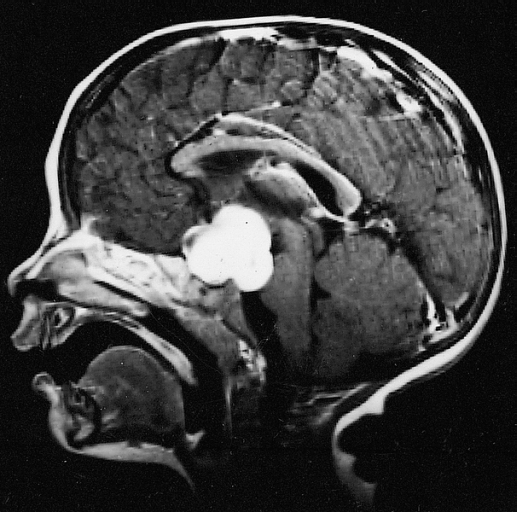
Immagine RMN di astrocitoma di basso grado. L'area di enhancement evidenzia un astrocitoma pilocitico della regione dell'ipotalamo.

### Astrocitoma pilocitico
L'astrocitoma pilocitico rappresenta il tumore a più favorevole prognosi tra tutti gli astrocitomi. Si tratta del tumore gliale più comune nei bambini. Oltre che nei bambini viene diagnosticato nei giovani adulti di età inferiore a 20 anni e solo raramente viene rinvenuto in adulti più anziani.
Questo tumore si presenta generalmente come lesione circoscritta, a crescita indolente e può essere solido o cistico. Le cisti possono essere monoloculari o multiloculari, con il nodulo tumorale incapsulato all'interno. L'astrocitoma pilocitico di solito compare a livello di cervelletto, tronco encefalico, regione ipotalamica, nervo e chiasma ottico, ma anche in qualsiasi area dove sono presenti astrociti, tra cui gli emisferi cerebrali e il midollo spinale. Il sito più comune di insorgenza è nel cervelletto.
Questo astrocitoma di grado I è di solito un tumore non infiltrante, nel senso che tende a rimanere nella zona in cui è iniziato e a non svilupparsi nel tessuto circostante. Spesso la lesione guarisce per il tramite della sola chirurgia.

#### Astrocitoma pilomixoide

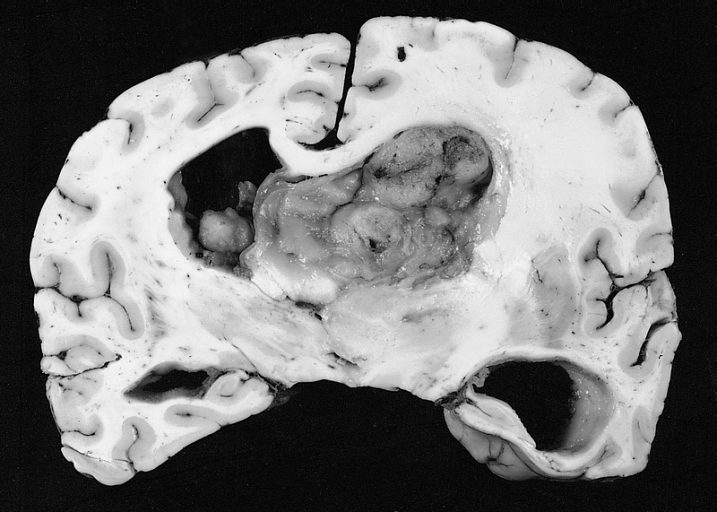
Astrocitoma subependimale a cellule giganti. La massa carnosa della neoplasia è a cavallo della mediana e produce una marcata dilatazione dei ventricoli laterali. (Anatomia patologica. Esame macroscopico).

L'astrocitoma pilomixoide (PMA) è un tumore del sistema nervoso centrale introdotto nell'ultima classificazione WHO come variante dell'astrocitoma pilocitico (PA).
In effetti il PMA è istologicamente simile all'astrocitoma pilocitico, il tumore cerebrale pediatrico più comune, e spesso viene diagnosticato come tale. Ricordiamo che l'astrocitoma pilocitico è un tumore a lenta crescita e a prognosi sostanzialmente favorevole.
Tuttavia non tutti i pazienti con astrocitoma pilocitico sperimentano tale buon esito. Una piccola parte di essi hanno un decorso clinico diverso, con un minore periodo di sopravvivenza e una più alta mortalità.

### Astrocitoma subependimale a cellule giganti

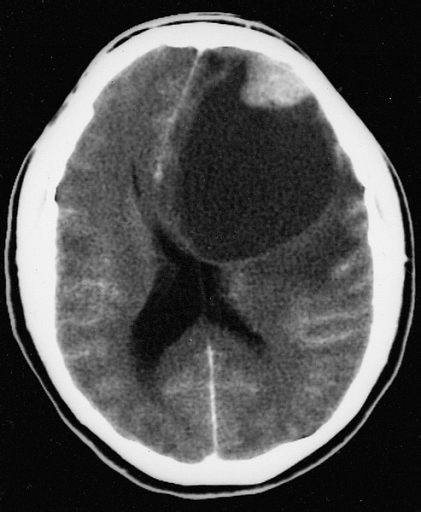
Xantoastrocitoma pleomorfo. Nella TAC il tumore (nodulo parietale) è associato a una formazione cistica sottostante.

L'astrocitoma subependimale a cellule giganti (SEGA) è un tumore cerebrale a prognosi favorevole, che insorge nelle prime due decadi di vita ed è, spesso ma non sempre, associato alla sclerosi tuberosa.
Si tratta di un tumore a lenta crescita, che frequentemente origina dalla parete dei ventricoli, ma quando si trova in prossimità di un foro di Monro può occludere la libera circolazione del liquor, formando idrocefalo.

### Xantoastrocitoma pleomorfo
Lo xantoastrocitoma pleomorfo (PXA) è un tumore cerebrale raro, che si sviluppa prevalentemente negli emisferi cerebrali, più raramente a livello leptomeningeo.
Si osserva più frequentemente nell'infanzia e nei giovani adulti e l'asportazione chirurgica è correlata con una prognosi favorevole. La presenza di una forma anaplastica è molto rara.
Dal punto di vista istologico il tumore, che è GFAP-positivo, può sembrare abbastanza aggressivo: caratterizzato da marcato pleomorfismo cellulare, atipia nucleare, mitosi, necrosi e cellule giganti multinucleate.
Il PXA, designato di grado II nella classificazione WHO, nonostante le caratteristiche istologiche (e di imaging) di un tumore di alto grado, in realtà si comporta normalmente come un astrocitoma a basso grado.

### Astrocitoma diffuso
Con il termine di astrocitoma diffuso si identifica una neoplasia astrocitaria di grado II della scala WHO. Nella maggioranza dei casi insorge nella terza-quarta decade di vita. L'incidenza è tra 0,16 e 0,26 casi per 100.000 per persone per anno.
Nei bambini interessa normalmente il tronco cerebrale.
Alla TAC si presenta con una lesione ipodensa e alla RMN come un'area a elevato segnale di intensità in T2. In entrambe le metodiche non viene evidenziato enhancement al mezzo di contrasto.
Si tratta di un tumore ad alta capacità infiltrativa e i cui limiti risultano indefinibili. Un astrocitoma diffuso che rimane ben differenziato può permettere una sopravvivenza che dura molti anni. Più frequentemente, dopo una media di 4-5 anni, la neoplasia progredisce verso forme più maligne (glioblastoma).

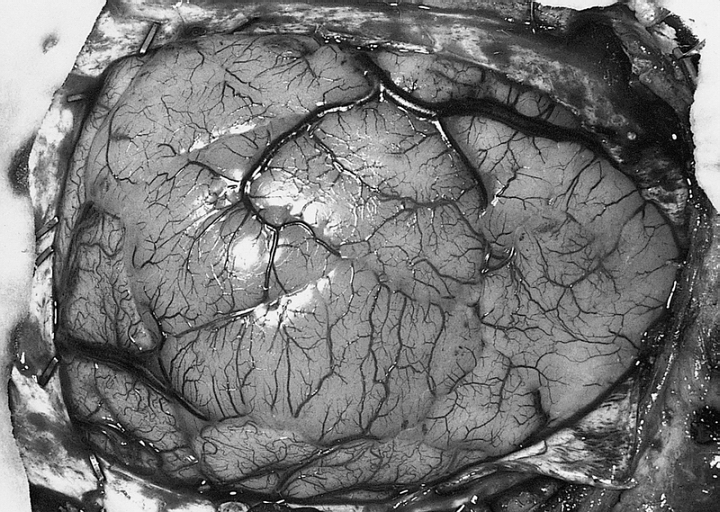
Esame macroscopico. Campione di astrocitoma anaplastico.

### Astrocitoma anaplastico
La neoplasia cerebrale denominata astrocitoma anaplastico (grado III della scala WHO) deriva normalmente da malignizzazione di un astrocitoma di basso grado (astrocitoma pilocitico, astrocitoma diffuso), anche se si osservano casi che non presentano storia di una lesione antecedente.

Sua naturale tendenza è di progredire in tasso di malignità, verso il glioblastoma.

### Glioblastoma

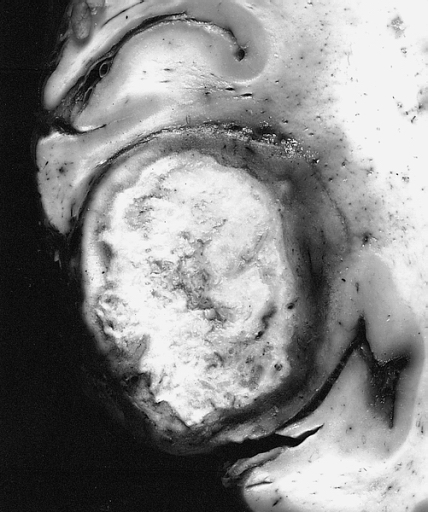
Esame macroscopico. Questa variante gigantocellulare di glioblastoma mostra una massa solida e compatta che radiograficamente potrebbe essere scambiata per carcinoma metastatico.

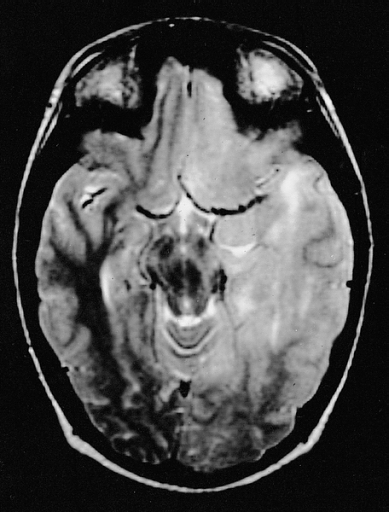
Gliomatosis cerebri. L'immagine RM pesata in T2 mostra (sul lato destro) la diffusa infiltrazione del tumore.

Il glioblastoma è il tumore più comune e più maligno tra le neoplasie della glia.
Composto da un eterogeneo mix di cellule tumorali astrocitiche scarsamente differenziate, il glioblastoma colpisce soprattutto, ma non solo, gli adulti, e si presenta solitamente negli emisferi cerebrali; meno frequentemente si localizza al tronco cerebrale o al midollo spinale. Come tutti i tumori cerebrali, salvo rarissimi casi, non si espande oltre le strutture del sistema nervoso centrale.
Il glioblastoma può svilupparsi da un astrocitoma diffuso (grado II) o da un astrocitoma anaplastico (grado III) (in tal caso è detto secondario), ma più frequentemente si manifesta de novo, senza alcuna evidenza di precedente neoplasia (è allora detto primario). Il trattamento del glioblastoma include chirurgia, radioterapia e chemioterapia. Rari ma non nulli i casi di lunga sopravvivenza.

#### Glioblastoma a cellule giganti
Il glioblastoma a cellule giganti è una variante istologica del glioblastoma, con una predominanza di cellule bizzarre, gigantesche (fino a 400 µm di diametro), multinucleate (anche più di 20 nuclei).

Mostra occasionalmente un reticolo abbondante di reticolina e presenta un'alta frequenza di mutazioni del gene TP53.
Presenta sintomi e segni identici al glioblastoma ordinario. Metodica di diagnosi e trattamento sono gli stessi.

Qualche miglioria presenta la prognosi.

#### Gliosarcoma
Il gliosarcoma è una variante istologica del glioblastoma caratterizzata da una struttura tissutale bifasica, con aree che mostrano alternativamente differenziazione gliale e mesenchimale.
Presenta sintomi e segni identici al glioblastoma ordinario. Metodica di diagnosi e trattamento sono gli stessi.
Dubbi su migliorie rispetto a quest'ultimo riguardo alla prognosi.

### Gliomatosis cerebri
La neoplasia denominata gliomatosis cerebri identifica un raro tumore del sistema nervoso centrale, nel quale cellule neoplastiche gliali infiltrano diffusamente (praticamente senza formare noduli) estese porzioni di esso: encefalo, midollo spinale, nervo ottico, materia bianca, ecc.
Il tumore può fare la sua comparsa de novo (GC primario) o essere il risultato di propagazione di un glioma inizialmente focalizzato (GC secondario).
I sintomi di questa malattia non sono specifici e includono: mal di testa, epilessia, disturbi visivi, deficit del tratto cortico-spinale, letargia, demenza.